# ГЕС Ксакбаль
ГЕС Ксакбаль (ісп. Xacbal) — гідроелектростанція на заході Гватемали. Знаходячись після ГЕС Xacbal Delta, становить нижній ступінь в каскаді на річці Xacbal, котра тече на північ та одразу після перетину кордону з Мексикою впадає праворуч до річки Лакантун, лівої твірної Усумасінти (має гирло на узбережжі Мексиканської затоки за дві сотні кілометрів на схід від Коацакоалькоса).
В межах проєкту річку перекрили бетонною гравітаційною греблею висотою 11 метрів та довжиною 65 метрів, яка утримує невелике водосховище з об'ємом 753 тис. м3. Звіси через канал довжиною 0,2 км ресурс потрапляє до прокладеного у лівобережному гірському масиві дериваційного тунелю довжиною 4,7 км з діаметром 4,7 метра. На завершальному етапі тунель сполучений із запобіжним балансувальним резервуаром висотою 63 метри з діаметром 13 метрів та напірним водоводом довжиною 0,7 км з діаметром 3,55 метра.
Основне обладнання станції становлять дві турбіни типу Френсіс потужністю по 47 МВт, які при напорі у 199 метрів забезпечують виробництво 450 млн кВт-год електроенергії на рік.
Відпрацьована вода повертається у Xacbal.
Видача продукції відбувається по ЛЕП, розрахованій на роботу під напругою 230 кВ.